# Caibiran
Caibiran es un municipio de quinta clase en la provincia de Biliran, Filipinas. Conforme al censo de 2015, tiene una población de 22 524 habitantes  distribuidos en 3.597 viviendas. 

## Barangayes
Caibiran se subdivide administrativamente a 17 barangayes.
| - Alegría - Asug - Bari-is - Binohangan - Cabibihan - Kawayanon - Looc - Manlabang - Caulangohan (Marevil) | - Maurang - Palanay (Pob.) - Palengke (Pob.) - Tomalistis - Union - Uson - Victory (Pob.) - Villa Vicenta (Mainit) |